# 吉村駿作
吉村 駿作（よしむら しゅんさく、1995年3月6日 - ）は、日本の元俳優。兵庫県出身。株式会社SUI、劇団BQMAPに所属していた。身長171cm。

## 人物
- 2015年4月1日より、BQMAPの劇団員として入団[2]。
- 趣味は美術館巡り、特技は英会話(米国短期留学経験有)とロックダンス、サッカー[3]。
- 好きな食べ物は唐揚。血液型は不明[4]。
- 目標とする俳優は渡辺謙。将来の夢はアメリカに住むこと[4]。
- 香港人と日本人のハーフ。愛称はジョナサン。香港がイギリス領だった頃の名残から「駿作」という漢字の読み方「ジョンジョ」に由来して、「ジョナサン」という愛称になった[5]。
- 世界を舞台に活躍できる俳優を目指し、今後は舞台だけでなく映画等に出演していくのが目標[6]。
- 2018年7月23日に株式会社SUIに所属したことを自身のTwitterで発表[7]。
- 2025年1月22日、同日をもって所属事務所を退所し、俳優業を引退したことを自身のXにて発表した[8]。

## 出演

### 舞台
- 劇団クロックガールズ『間違いだらけのスポーツクラブ』（2013年4月25日 - 28日、道頓堀ZAZA）
- 男の浪漫『拳骨☆パンチ〜どがしこ水球部〜』（2013年10月17日 - 20日、道頓堀ZAZA）
- BQMAP
  - 『Birth』（2014年3月20日 - 22日、道頓堀ZAZA／2014年4月9日 - 13日、笹塚ファクトリー）- 秀頼 役[9]
  - Stick Out of BQMAP『ハミダスダス〜MOMOから生まれたモモがたり〜（碧い硝子の向こう側／みみのおくのモモ）』（2014年11月26日 - 30日、中野劇場MOMO）[10]
  - 『大図〜月から江戸まで八百歩』（2015年5月20日 - 24日、シアターサンモール）- 種子島 役[11][12]
  - 『さよならヨールプッキ』（2015年12月22日 - 27日、中野劇場MOMO）- アインシュタイン 役[13][14]
  - 『酒呑童子〜僕らはもう、戦わなくちゃいけなかった』（2016年8月10日 - 14日、シアターサンモール）- 碓井貞光 役[15][16]
  - 『月感アンモナイト』『パノラマスイッチ』（2018年6月20日 - 24日、シアターサンモール）- 鎌吉 役 / 小林 役[17]
  - 『TA-TAC TA-TOUM』（2018年12月5日 - 9日、シアターサンモール）- ゴブリン 役[18][19]
  - 『グレイパビリオン～モモからうまれた物語～』（2019年4月23日 - 28日、アトリエファンファーレ高円寺） - チームR・カシオペイヤ 役[20]
  - 『エラトステネスの篩』（2019年9月4日 - 8日、シアターサンモール）- 小林 役[21]
  - 『プリオシンの竜骨』(2020年10月1日 - 2日、シアターサンモールより無観客配信）- 学生 役[22]
  - 『サイコな姫と耳の長いオレ』（2021年10月20日 - 24日、シアター風姿花伝）- 耳男 役[23]
  - 『Re- ～奥州義経名残雪～』（2023年11月8日 - 12日、シアターサンモール）- 源九郎義経 役[24]
  - 『ジャックはひとり木に登る』（2024年5月15日 - 19日、座・高円寺1） - ジャック 役[24]
- 平熱43度
  - 『流刑の島-監獄の唄-』（2014年9月11日 - 15日、大塚萬劇場） - 和琴 役[25][26]
  - 『熱血戦隊！ハートレンジャー！（1、2話）』（2014年12月10日 - 14日、ワーサルシアター八幡山） - 俊作 役[27][28]
  - 『熱血戦隊！ハートレンジャー！飛躍編！歌乙女ノ旋律（3、4話）背徳ノ指揮棒（5、6話）』（2015年10月8日 - 18日、大塚萬劇場） - 俊作 役[29][30]
- THE FUNKY PIRATES快賊船 cinemaLIVE vol.38『Re・BIRTH-南総里見八犬伝異聞-』（2014年10月19日 - 26日、築地ブディストホール） - 八房 役 / 殺陣師
- よしもとオフオフブロードウェイ『4シーズンズ』（2015年1月8日 - 11日、道頓堀ZAZA） - ツカサ 役
- MilesStone『叫びたくなる程の大空、それは．．．』（2015年7月1日 - 7日、スタジオアプローズ） - 友也 役
- SKY PROJECT『Sing Equally Under the Sky.』（2015年11月11日 - 15日、横浜O-SITE） - ファルビウス 役[31]
- 髙島屋×「ガラスの仮面」×アカルスタジオ バレンタインスタジオ公演『愛のメソッド』（2016年1月29日 - 2月14日、アカルスタジオ） - ヒジリン 役 / 岡崎 役 / 父の影 役[32]
- 演団♤四輪季動『森の奥の噂ノ塔の上の』（2016年7月6日 - 10日、シアターグリーン BASE THEATER） - キョウ 役[33]
- ミュージカル『テニスの王子様』3rdシーズン - 桃城武 役[34]
  - 青学vs六角（2016年12月22日 - 2017年2月12日、TOKYO DOME CITY HALL 他）[35]
  - Dream Live 2017（2017年5月26日 - 28日、横浜アリーナ）[36]
  - 青学vs立海（2017年7月14日 - 10月1日、TOKYO DOME CITY HALL 他）[37]
  - TEAM Party SEIGAKU （2017年10月26日 - 11月5日、AiiA 2.5 Theater Tokyo 他）[38][39]
  - TEAM Party ROKKAKU（2017年10月27日 - 11月4日、AiiA 2.5 Theater Tokyo 他） - トークコーナーMC [38][40]
  - 青学vs比嘉（2017年12月21日 - 2018年2月18日、TOKYO DOME CITY HALL 他）[41]
  - Dream Live 2018（2018年5月5日 - 20日、横浜アリーナ 他）[42]
- Live Musical『SHOW BY ROCK!!』－狂騒のBloodyLabyrinth－（2018年8月30日 - 9月17日、天王洲 銀河劇場 他） - シャッキー 役[43]
- 演劇ユニット【爆走おとな小学生】 第八回課外授業 『CRIMINAL』（2019年1月4日 - 6日、新宿村LIVE） - 根岸一 役[44][45]
- 『探偵東堂解の事件録-大正浪漫探偵譚-』（2019年2月14日 - 18日、千本桜ホール） - 紫野暁 役[46]
- 劇団たいしゅう小説家 Present's『FACE of TAILS』（2019年6月26日 - 30日、大塚萬劇場） - 松岡咲朗 役[47]
- 『明治座の変～麒麟にの・る～』（2019年12月28日 - 31日、明治座） - 森蘭 役[48]
- 朗読劇『朝彦と夜彦 1987』（2020年12月16日 - 20日、六本木トリコロールシアター） - Bチーム・朝彦 役[49]
- 劇団たいしゅう小説家 Present's『Liquid』（2021年5月26日 - 30日、大塚萬劇場） - 亮太 役[50]
- 劇団たいしゅう小説家 present's『湯もみガールズⅧ～湯乃町ホテルで同窓会?!』（2022年8月24日 - 28日、大塚萬劇場） - 野田タカシ 役[24]
- 劇団たいしゅう小説家 Present's『アルタイルの 詩うた(笑)』（2023年5月3日 - 7日、大塚萬劇場） - 大輔 役[24]
- 『いま、会いにゆきます』（2023年6月30日 - 7月2日、阿倍野区民センター大ホール） - 手塚 役[24]

### 映画
- 『先生から』（2019年10月4日公開、監督：堀内博志） - 真北健司 役

### 映像
- 警察協会薬物乱用防止講習会用DVD『薬物はすべてを壊す〜規制薬物と危険ドラッグ〜　第2部 危険ドラッグ』（監修:警察庁）（2016年3月）

### Webドラマ
- イトーヨーカドーYouTube限定ドラマ『I to You のある生活 vol.9 【クリスマス編】〜Merry Christmas〜』（2015年11月30日）

### イベント
- 平熱43度『熱血戦隊！ハートレンジャー！飛躍編！ ミニライブ』（2015年10月17日、大塚萬劇場）
- 『テニミュ サポーターズクラブ プレミアム パーティーvol.11』（2016年11月1日、品川ステラボール）[51]
- BQMAP25周年祭『酒呑童子DVD発売記念BQ歌合戦』（2017年2月6日、アトリエファンファーレ高円寺）
- 『ミュージカル・テニスの王子様3rdシーズン  青学vs六角 BD&DVD 発売記念イベント』（2017年8月19日、和光市文化センター サンアゼリア 大ホール）
- 『ミュージカル・テニスの王子様3rdシーズン  青学vs比嘉 BD&DVD 発売記念イベント』（2018年7月28日）
- Short Story『先生の遺言』先行上映イベント（2019年4月7日、ドイツ文化会館OAGホール）
- 『ミュージカル・テニスの王子様　秋の大運動会 2019』（2019年10月9日、横浜アリーナ）- 青学9代目 桃城武 役 スペシャルゲスト[52]
- 『にちかの絵日記vol.2』（2020年12月27日、iTSCOM STUDIO &HALL 二子玉川ライズ）- 2部ゲスト
- 『加藤将FAN EVENT 2021〜チーズ in マンボウくん〜』（2021年4月3日、東京証券会館）- 3部ゲスト
- 「中村太郎26th Birthday ＆ 2023カレンダー発売記念イベント」（2022年12月10日大阪A&Hホール、12月17日東京証券会館）- MC
- 『SUI Event 2022』（2022年12月28日、山野ホール）
- 「永田聖一朗2023カレンダー発売記念イベント」（2023年1月29日、星稜会館）- MC
- 「中村太郎 27th Birthday Event」（2023年10月1日、東京証券会館）- MC
- 「中村太郎 2024カレンダー発売記念イベント」（2023年12月24日、東京証券会館）
- 『永田聖一朗2024カレンダー発売記念イベント』（2024年1月20日、浜離宮朝日ホール 小ホール）- MC
- 『田村升吾2024カレンダー発売記念イベント』（2024年1月21日、浜離宮朝日ホール 小ホール）- MC
- 「PHOTO BOOK in OKINAWA　吉村駿作 手渡し会」（2024年3月9日、LMJ東京研修センター）
- 『牧島 輝 ホワイトデーイベント 2024』（2024年3月16日、日本橋三井ホール）- ゲスト
- 「SUI Event 2024」（2024年3月20日、横浜・新都市ホール）
- 『佐藤祐吾バースデーイベント2024』(2024年9⽉1⽇、シアターマーキュリー新宿)- 第1部ゲスト

### テレビ
- 『ゴー!ゴー!キッチン戦隊クックルン』（2019年4月1日 - 2021年3月、NHK Eテレ）- レオン、編集ティーフ、ポセイ丼(眼鏡ver.)役
- TVアニメ『闇芝居』第七期（2019年7月7日、7月28日OA、テレビ東京）

### ラジオ
- 『スタジオアカデミアOBC2017』（2017年4月11日、ラジオ大阪）※ゲスト出演
- 『スタジオアカデミアOBC2018』（2018年4月9日、ラジオ大阪）※ゲスト出演

### Web番組
- 『加藤将のあんな あんな聞いてッ』（2018年5月29日、ニコニコ生放送）※ゲスト出演[53]
- 『永田聖一朗・松村優のWhat do you say?』（2018年11月20日、ニコニコ生放送）※ゲスト出演
- BQMAP 絵本読み合わせ企画『ことばのカベ　こころのカベ』（2020年7月5日 - 8月2日、YouTube）
  - 第3弾【じゃりんこチーム】タンス役（7月19日〜配信）
  - 第4弾【英語のココロチーム】タンス・パキラ・みいちゃん役（7月26日〜配信）
  - 第5弾【じゃりんこチーム 別腹】タンス役（8月2日〜配信）

## 書籍

### 雑誌
- 『オトメディア+SPRING』(2017年2月10日発売）
- 『ジャンプSQ.』(2017年6月2日発売)
- 『Prince of STAGE』(2017年8月7日発売)
- 『anan』（2017年11月29日発売)
- 『Sparkle Vol.35』（2018年7月26日発売)
- 『キャストサイズ Vol.19』（2018年12月6日発売）
- 『Sparkle Vol.38』（2019年10月31日発売)
- 『Next Stars』vol.4（2024年5月31日発売）

### 写真集
- 『SUI PHOTO BOOK in OKINAWA』(2024年3月3日発売）
- 『SUI DVD in OKINAWA』(2024年3月3日発売）